# Gaspar de Luzán y Suelves
Gaspar de Luzán y Suelves, fue un infanzón caballero de Gran Cruz de la Orden de San Juan

## Orígenes familiares
Nació a finales del siglo XVII en el seno de una familia de infanzones formada por el matrimonio de Antonio Luzán y Guaso, señor de Castillazuelo y  Leonor de Suelves Claramunt y Gurrea y siendo uno de siete hermanos, entre ellos el primogénito Antonio, José, Juan Manuel y su hermano pequeño Ignacio de Luzán. 
Quedó huérfano a temprana edad y tuvo que trasladarse a vivir con diversos familiares, primero en Barcelona con su abuela paterna Ana Guaso en el 1706 para tiempo después trasladarse de nuevo en el 1715 esta vez a Palma de Mallorca José Luzán, tío paterno eclesiástico.

## Historia
Fue nombrado caballero del hábito del orden y religión de San Juan de Jerusalén, de la cual su tío Alejandro de Luzán y Guaso ya era miembro en el 1681, apareciendo nombrado como caballero de justicia en Barbastro, años más tarde también aparece mencionado como Caballero de Gran Cruz en Castillazuelo.
Entre los años 1701 y 1702 aparece como hidalgo residente en Zaragoza junto con sus hermanos, con quienes asistió a las Cortes de Zaragoza del 1702 a través del brazo de hidalgos.Parece ser que estuvo preso en el castillo de Pamplona.